# Bruce Marshall
Bruce Marshall (Edimburgo, 24 de junio de 1899 – Biot, Francia, 18 de junio de 1987), de nombre completo Claude Cunningham Bruce Marshall, fue un escritor escocés. Su dilatada obra, que empieza con A Thief in the Night (1918) y termina con An Account of Capers (1988, publicada póstumamente), abarca la ficción y la no ficción.

## Biografía
Marshall nació en Edinburgo, hijo de Claude Niven Marshall y Annie Margaret (Bruce) Marshall. Asistió a la Universidad de Saint Andrews. Se convirtió al catolicismo en 1917 y fue católico practicante el resto de su vida.
Empezó la Primera Guerra Mundial como soldado en la Highland Light Infantry (infantería ligera escocesa). Más tarde fue subteniente en los Royal Irish Fusiliers (los reales fusileros irlandeses). Seis días antes del armisticio de 1918 fue herido de gravedad. Los enfermeros alemanes arriesgaron sus vidas bajo el bombardeo para rescatarle y hacerle prisionero. Sus heridas le causaron la amputación de la pierna. Fue ascendido a teniente en 1919 y declarado inválido por el ejército en 1920.
Después de la guerra completó sus estudios en Escocia, se hizo auditor y se mudó a París, donde trabajó en la rama francesa de la compañía Peat Marwick Mitchell.
En 1928 se casó con Mary Pearson Clark (1908-1987). Tuvieron una hija, Sheila Elizabeth Bruce Marshall. En 2009, su nieta, Leslie Ferrar, fue tesorera del Príncipe de Gales.
Se fue de París dos días antes de que entraran los alemanes en 1940. Ya en Inglaterra volvió a alistarse en el ejército, en el que trabajó inicialmente como contable en el Royal Army Pay Corps. Fue ascendido a capitán del servicio de espionaje, en el que ayudó a la resistencia francesa. Luego fue teniente coronel en la sección de refugiados (Displaced Persons Division) en Austria. Dejó el ejército en 1946.
Tras la guerra volvió a Francia, se instaló en la Costa Azul y vivió allí hasta el final de sus días. Murió en Biot, seis días antes de cumplir 88 años.

## Obra
Las novelas de Bruce Marshall suelen ser humorísticas y algo satíricas, aunque a veces su dramatismo no remite. Algunos de sus personajes tienen inquietudes religiosas (el propio Bruce Marshall convirtió al catolicismo a los dieciocho años). El catolicismo, la guerra, el ejército y lo escocés son temas recurrentes en sus obras, en las que aparecen militares, curas y contables.
Su primera obra literaria fue una colección de cuentos cortos titulada A Thief in the Night (Un ladrón en la noche), que se publicó siendo él todavía estudiante en la Universidad de Saint Andrews. Su primera novela, This Sorry Scheme se publicó en 1924. Tras ella publicó ininterrumpidamente. La de más notoriedad antes de la Segunda Guerra Mundial fue, sin duda, Father Malachy's Miracle 1931) (El milagro del Padre Malaquías). Tras la guerra dejó de trabajar como contable y se dedicó de lleno a la literatura. Acerca su doble condición de contable y escritor, declaró: "Soy un contable que escribe libros. Los contables me consideran un gran escritor. Los novelistas, por su parte, suponen que soy un contable competente."
Entre sus obras más conocidas de después de la Segunda Guerra Mundial está "The White Rabbit" (1953), una biografía de F. F. E. Yeo-Thomas, que narra sus logros y sufrimientos en la resistencia francesa.
En 1959 se le otorgó el premio Włodzimierz Pietrzak.
La religión, especialmente la religión católica, es el tema de gran parte de la obra de Marshall. Su primer gran éxito, Father Malachy's Miracle (El milagro del Padre Malaquías), trata de un ingenuo sacerdote escocés cuyo encuentro con el pecado le acaba enredando en un milagro. En obras suyas posteriores hay curas que se enfrentan a la tentación y la acaban venciendo de una manera humilde y modesta (por ejemplo The World, the Flesh, and Father Smith (también llamada All Glorious Within) (1944) (El mundo, la carne y el padre Smith), A Thread of Scarlet (también llamada Satan and Cardinal Campbell) (1959), Father Hilary's Holiday (1965) (Las vacaciones del padre Hilario), The Month of the Falling Leaves (1963)). En otras obras se trata la relación de la doctrina católica y la vida moderna, antes que de la responsabilidad personal, como en The Bishop (1970) (El obispo), Peter the Second (1976), Urban the Ninth (1973) y Marx the First (1975).
Como muchos que viven en el exilio (aunque sea voluntario, como en este caso), Marshall añoraba mucho su tierra. Muchas de sus novelas se desarrollan en Gran Bretaña y/o sus personajes principales son británicos. Donde más patente es su amor por Escocia es probablemente en The Black Oxen (1972) (Los bueyes negros), que él mismo catalogó como "épica escocesa".
El espionaje y la intriga son los temas de Luckypenny (1937), A Girl from Lübeck (1962)(Una chica de Lubeck ), The Month of the Falling Leaves (1963), Operation Iscariot (1974) (Operación Iscariote ), An Account of Capers (1988), The Accounting (también llamada The Bank Audit) (1958), y Only Fade Away (1954) (Los veteranos no mueren). En otras los protagonistas son mutilados, como el autor. Hay continuidad entre algunas de sus novelas; un protagonista en una novela puede ser un personaje secundario en otra.
Marshall fue relativamente popular en vida. Al menos dos de sus libros fueron "libros del mes": Vespers in Vienna (1947) y The World, the Flesh, and Father Smith (también llamada All Glorious Within) (1944) (El mundo, la carne y el padre Smith), en junio de 1945. El ejército británico hizo una edición para las fuerzas armadas de The World, the Flesh, and Father Smith (El mundo, la carne y el padre Smith).
Sus libros se han traducido a, al menos, al inglés, holandés, francés, alemán, polaco, italiano, checo, portugués y español, nueve idiomas.

## Versiones cinematográficas, teatrales y televisivas
Su novela Father Malachy's Miracle (1931) (El milagro del Padre Malaquías) la adaptó Brian Doherty en 1938 al teatro. En 1950 otra versión teatral se emitió en la televisión estadounidense, en el programa The Ford Theatre Hour. En 1961 apareció una versión cinematográfica alemana, Das Wunder des Malachias, dirigida por Bernhard Wicki y protagonizada por Horst Bollmann, Richard Münch y Christiane Nielsen.
Su novela Vespers in Vienna (1947) fue la base de la película de 1949 El Danubio Rojo, protagonizada por Walter Pidgeon, Ethel Barrymore, Peter Lawford, Angela Lansbury y Janet Leigh, y dirigida por George Sidney. Después de la película se reeditó la novela con el título cambiado al de la película: El Danubio Rojo.
Su novela The Fair Bride (1953) fue la base de la película de 1960 El ángel vestido de rojo, protagonizada por Ava Gardner, Dirk Bogarde, Joseph Cotten y Vittorio De Sica. Fue la última película que dirigió Nunnally Johnson.
Su libro "The White Rabbit", en el que se narran las acciones del agente secreto F. F. E. Yeo-Thomas durante la Segunda Guerra Mundial, fue la base de una miniserie de televisión en 1967.
Su novela The Month of the Falling Leaves (1963) fue la base de la película de 1968 Der Monat der Fallenden Blätter para la televisión alemana. El propio Marshall escribió el guion junto con Herbert Asmodi. La dirigió Dietrich Haugk.

## Obra
- A Thief in the Night (aprox. 1918)
- This Sorry Scheme (1924)
- The Stooping Venus; a Novel (1926)
- Teacup Terrace (1926)
- And There Were Giants... (1927)
- The Other Mary (1927)
- High Brows, an Extravaganza of Manners—Mostly Bad... (1929)
- The Little Friend (1929)
- The Rough House, a possibility (1930)
- Children of This Earth (1930)
- Father Malachy's Miracle (1931) (El milagro del Padre Malaquías)
- Prayer for the Living (1934)
- The Uncertain Glory (1935)
- Canon to the Right of Them (1936)
- Luckypenny (1937)
- Delilah Upside Down, a Tract, with a Thrill (1941)
- Yellow Tapers for Paris, a Dirge (1943)
- The World, the Flesh, and Father Smith (también llamada All Glorious Within) (1944) (El mundo, la carne y el padre Smith)
- George Brown's Schooldays (1946)
- Vespers in Vienna (El Danubio Rojo) (1947)
- To Every Man a Penny (A cada uno un denario) (1949)
- Contribución a A Time to Laugh: A Risible Reader by Catholic Writers, editada por Paul J. Phelan (1949)
- The Curé of Ars,[7] capítulo de Saints for Now, editada por Clare Boothe Luce (1952)
- Introducción a Rue Notre Dame, por Daniel Pezeril (1953)
- The Fair Bride (1953)
- The White Rabbit (1953) (biografía)
- Thoughts of My Cats (1954) (semiautobiográfica)
- Only Fade Away (1954) (Los veteranos no mueren)
- Prólogo a Top Secret Mission, por Madelaine Duke (1955)
- Girl in May (1956)
- The Accounting (también llamada The Bank Audit) (1958)
- A Thread of Scarlet (también llamada Satan and Cardinal Campbell) (1959)
- The Divided Lady (1960)
- A girl from Lübeck (1962) (Una chica de Lubeck)
- The Month of the Falling Leaves (1963)
- Father Hilary's Holiday (1965) (Las vacaciones del padre Hilario)
- The Bishop (1970) (El obispo)
- The Black Oxen (1972) (Los bueyes negros)
- Urban the Ninth (1973)
- Operation Iscariot (1974) (Operación Iscariote)
- Marx the First (1975)
- Peter the Second (1976)
- The Yellow Streak (1977)
- Prayer for a concubine (1978) (Plegaria para una concubina)
- Flutter in the Dovecote (1986)
- A Foot in the Grave (1987)
- An Account of Capers (1988)